# Saint-Malo-de-Guersac
Saint-Malo-de-Guersac (bretonisch: Sant-Maloù-Gwersac'h) ist eine französische Gemeinde mit 3221 Einwohnern (Stand: 1. Januar 2022) im Département Loire-Atlantique in der Region Pays de la Loire. Sie gehört zum Arrondissement Saint-Nazaire und zum Kanton Saint-Nazaire-2.
Die Einwohner werden Malouins genannt.

## Geographie
Saint-Malo-de-Guersac liegt in der Landschaft Brière am Fluss Brivet. Die Gemeinde gehört teilweise zum Regionalen Naturpark Brière.

### Nachbargemeinden
Umgeben ist Saint-Malo-de-Guersac von den Nachbargemeinden Saint-Joachim im Norden und Westen, Crossac im Nordosten, Donges im Osten und Südosten sowie Montoir-de-Bretagne im Süden.

## Geschichte
1925 wurde die Kommune aus der Nachbargemeinde Montoir-de-Bretagne gebildet.

### Bevölkerungsentwicklung
| 1962                       | 1968 | 1975 | 1982 | 1990 | 1999 | 2006 | 2017 |
| -------------------------- | ---- | ---- | ---- | ---- | ---- | ---- | ---- |
| 2207                       | 2247 | 2461 | 3286 | 3294 | 3126 | 3112 | 3166 |
| Quellen: Cassini und INSEE |      |      |      |      |      |      |      |

## Sehenswürdigkeiten
- Kirche Saint-Malo, 1858 bis 1878 erbaut
- Schleusen des Brivet, Anfang des 19. Jahrhunderts erbaut